# Laimosemion xiphidius
Laimosemion xiphidius es un pez de agua dulce la familia de los rivulines en el orden de los ciprinodontiformes.

## Morfología
De cuerpo alargado con dorso de color rojo y vientre con bandas horizontales azul, blanca y negra, los machos pueden alcanzar los 4 cm de longitud máxima y las hembras 3 cm, con una edad máxima estudiada de 3 años.
El nombre xiphidus significa espada en latín, fue dado por la banda de color negro longitudinal característica que adorna los lados desde el hocico hasta el pedúnculo caudal en hembras y hasta la aleta caudal en machos.

## Distribución geográfica
Se encuentran en ríos de América del Sur, en cuencas fluviales de ríos adyacentes a la costa y en la del río Oyapoque, en Brasil y Guayana Francesa.

## Hábitat
Viven en pequeños cursos de agua con pH de 6 a 6,5 y entre 22 y 25 °C de temperatura, de comportamiento bentopelágico y no migrador. Especialmente encuentra en partes poco profundas de pequeños arroyos lentos donde el agua es de color marrón y rica en tanino y el sustrato se compone de vegetación en descomposición. No es un pez estacional.
La reproducción no es prolífica; se considera difícil de mantener en el acuario; la diferenciación sexual es posible a los 3 meses, pero la reproducción se produce por primera vez en aproximadamente un año.
Si perseguido por un depredador esta especie puede saltar sobre la tierra donde reposa durante unos segundos antes de volver a entrar en el agua.